# Preben Bertelsen
Preben Bertelsen er professor i samfunds- og personlighedspsykologi ved Psykologisk institut på Aarhus Universitet.
Han har udgivet en lang række publikationer, blandt andet bogen "Tilværelsespsykologi. Et godt nok greb om tilværelsen" (2013, Frydenlund), denne bog giver en god indføring i tilværelsespsykologien  som er den psykologiske teori og praktiske metode, han har udviklet gennem sit forskningsarbejde. 
Preben Bertelsens primære forskningsområde er de grundlæggende almenmenneskelige tilværelseskompetencer, hvormed mennesker bliver aktører i egen og fælles tilværelse. Særligt er han optaget af at forstå, hvordan udsatte unge - uanset diagnoser eller livshistorisk og kulturel baggrund - kan få et godt nok greb om tilværelsen. Endvidere at forstå politiske og religiøse bestræbelser, herunder også legale radikaliserede  bestræbelser på at få greb om tilværelsen, samt at identificere risikofaktorer der kan føre til illegal voldelig politisk og religiøs radikalisering.  
Aktuelt arbejder Preben Bertelsen i en række praksisprojekter på at implementere Tilværelsespsykologiens udviklings- og dannelsesredskaber på tre områder: 
1. Tilværelsen som faglig dannelseselement i folkeskolen og gymnasiet.
2. Tilværelsespsykologien som udviklings- og samtalemetode i socialpsykiatrien.
3. Tilværelsespsykologien som teori og metode i forbindelse med mentorindsatser over for radikaliseringstruede (samarbejde med Østjyllands Politi og SIRI).